# Foreign branding
Le foreign branding est le fait de nommer une marque avec une consonance étrangère afin d'améliorer les ventes. J.M. Weston créé par un Français ou la marque américaine Häagen-Dazs sont des exemples typiques. Ce type de stratégie marketing peut également se rencontrer dans l'industrie du spectacle : Johnny Hallyday (Jean-Philippe Smet) en est un bon exemple.